# Mordella moscoviensis
Mordella moscoviensis là một loài bọ cánh cứng trong họ Mordellidae. Loài này được Roubal miêu tả khoa học năm 1921.